# Saint-Cyr-de-Salerne
Pour les articles homonymes, voir Saint-Cyr.
Saint-Cyr-de-Salerne est une commune française située dans le département de l'Eure, en région Normandie.

## Géographie

### Localisation
Saint-Cyr-de-Salerne est une commune du Nord-Ouest du département de l'Eure. Elle se situe sur la frange est du Lieuvin, à quelques kilomètres de la vallée de la Risle laquelle marque la limite avec le plateau du Neubourg. La commune est à 4 km à l'ouest de Brionne, à 11 km au nord-est de Bernay, à 40 km au nord-ouest d'Évreux et à 42 km au sud-ouest de Rouen.
|              | Saint-Pierre-de-Salerne |             |
| Berthouville | Saint-Cyr-de-Salerne    | Brionne     |
|              | Hecmanville             | Hecmanville |

### Hydrographie
La commune est située dans le bassin Seine-Normandie. Elle n'est drainée par aucun cours d'eau,.

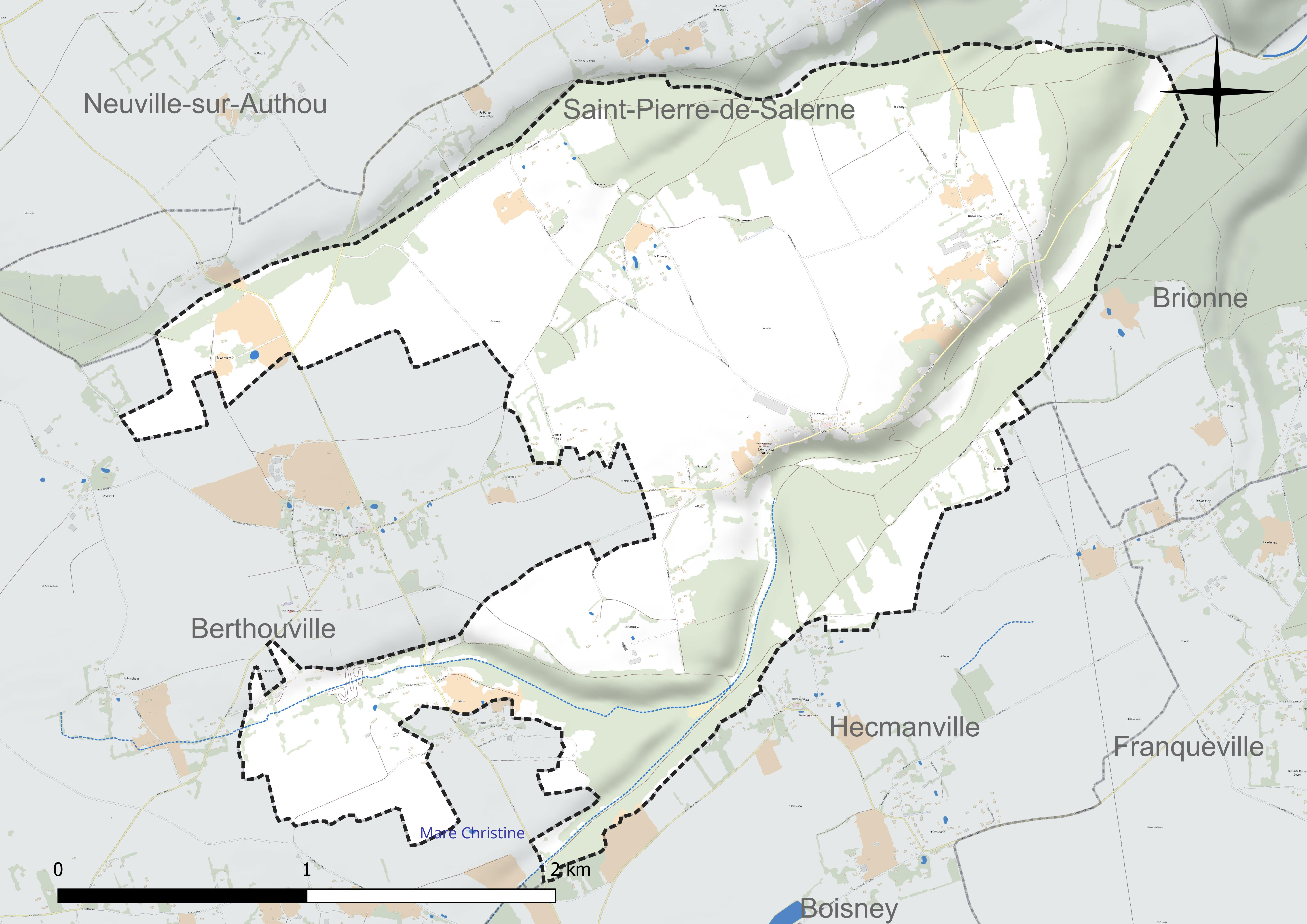
Réseau hydrographique de Saint-Cyr-de-Salerne.

### Climat
Pour des articles plus généraux, voir Climat de la Normandie et Climat de l'Eure.
En 2010, le climat de la commune est de type climat océanique dégradé des plaines du Centre et du Nord, selon une étude du CNRS s'appuyant sur une série de données couvrant la période 1971-2000. En 2020, Météo-France publie une typologie des climats de la France métropolitaine dans laquelle la commune est exposée à un climat océanique et est dans la région climatique  Côtes de la Manche orientale, caractérisée par un faible ensoleillement (1 550 h/an) ; forte humidité de l’air (plus de 20 h/jour avec humidité relative > 80 % en hiver), vents forts fréquents. Parallèlement le GIEC normand, un groupe régional d’experts sur le climat, différencie quant à lui, dans une étude de 2020, trois grands types de climats pour la région Normandie, nuancés à une échelle plus fine par les facteurs géographiques locaux. La commune est, selon ce zonage, exposée à un « climat contrasté des collines », correspondant au Pays d’Auge, Lieuvin et Roumois, moins directement soumis aux flux océaniques et connaissant toutefois des précipitations assez marquées en raison des reliefs collinaires qui favorisent leur formation.
Pour la période 1971-2000, la température annuelle moyenne est de 10,3 °C, avec  une amplitude thermique annuelle de 13,2 °C. Le cumul annuel moyen de précipitations est de 768 mm, avec 12,5 jours de précipitations en janvier et 8,5 jours en juillet. Pour la période 1991-2020, la température moyenne annuelle observée sur la station météorologique la plus proche, située sur la commune de Brionne à 5 km à vol d'oiseau, est de 11,5 °C et le cumul annuel moyen de précipitations est de 791,7 mm,. Pour l'avenir, les paramètres climatiques de la commune estimés pour 2050 selon différents scénarios d’émission de gaz à effet de serre sont consultables sur un site dédié publié par Météo-France en novembre 2022.

## Urbanisme

### Typologie
Au 1er janvier 2024, Saint-Cyr-de-Salerne est catégorisée commune rurale à habitat très dispersé, selon la nouvelle grille communale de densité à 7 niveaux définie par l'Insee en 2022.
Elle est située hors unité urbaine et hors attraction des villes,.

### Occupation des sols
L'occupation des sols de la commune, telle qu'elle ressort de la base de données européenne d’occupation biophysique des sols Corine Land Cover (CLC), est marquée par l'importance des territoires agricoles (66,1 % en 2018), une proportion identique à celle de 1990 (66,1 %). La répartition détaillée en 2018 est la suivante : 
forêts (33,9 %), terres arables (31,1 %), prairies (27,3 %), zones agricoles hétérogènes (7,7 %). L'évolution de l’occupation des sols de la commune et de ses infrastructures peut être observée sur les différentes représentations cartographiques du territoire : la carte de Cassini (XVIIIe siècle), la carte d'état-major (1820-1866) et les cartes ou photos aériennes de l'IGN pour la période actuelle (1950 à aujourd'hui).

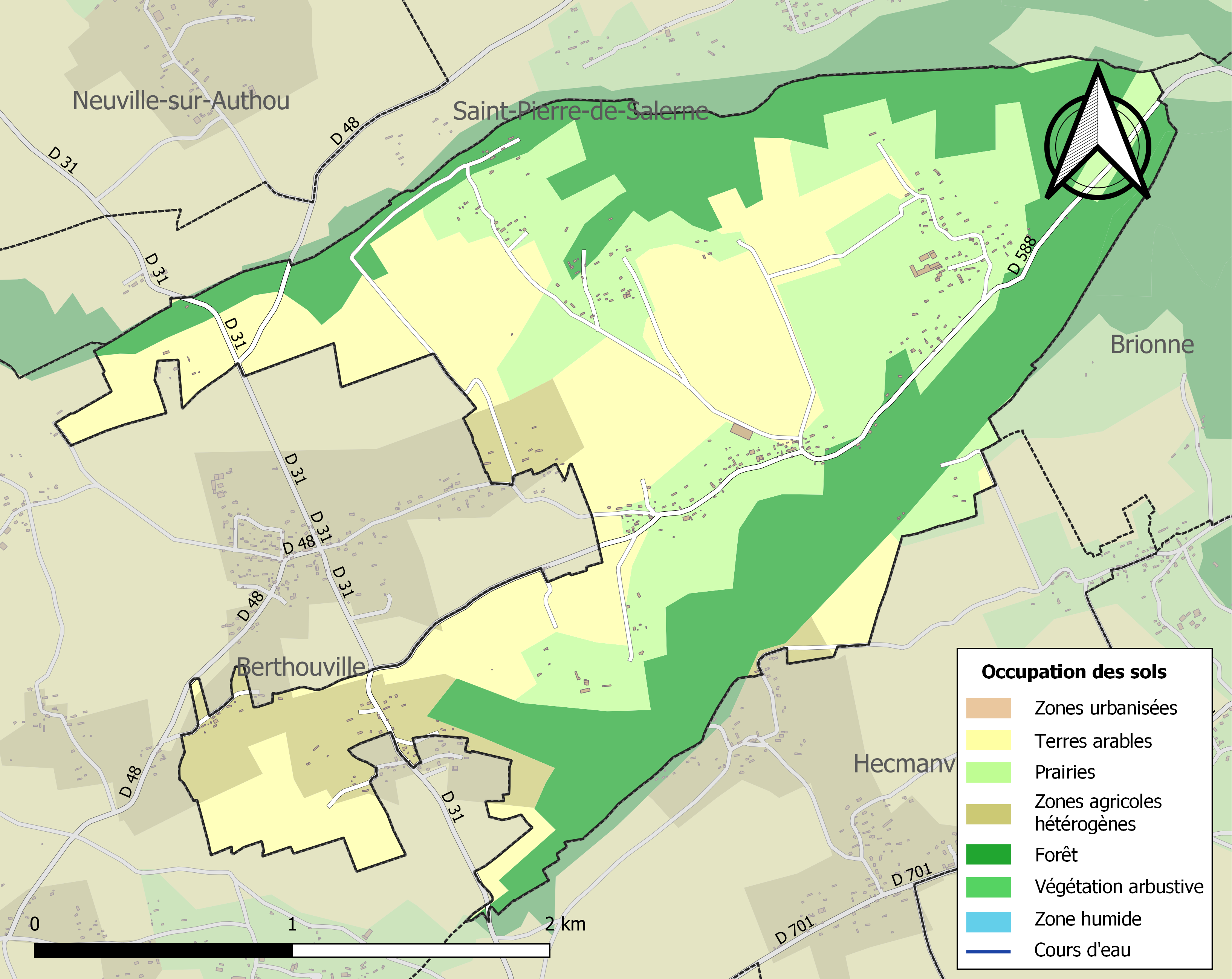
Carte des infrastructures et de l'occupation des sols de la commune en 2018 (CLC).

## Toponymie
Le nom de la localité est attesté sous les formes Sanctus Ciricus de Salerna en 1216 (cartulaire de Préaux), Sanctus Cyricus de Salerna en 1293 (cartulaire de Préaux).

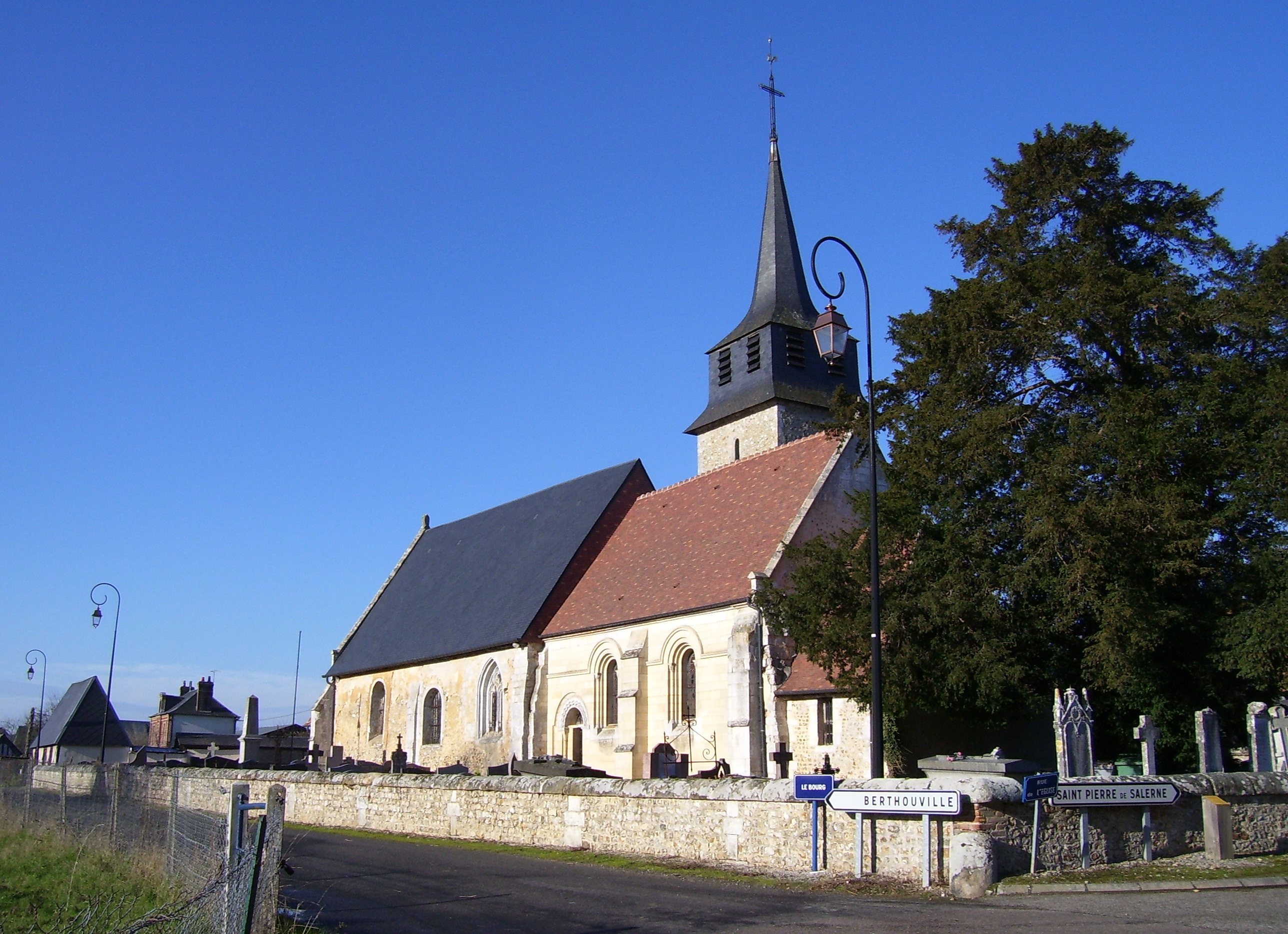
L'église Saint-Cyr-et-Sainte-Julitte.

Saint-Cyr est un hagiotoponyme. La commune doit pour partie son nom à saint Cyr, martyr chrétien du IVe siècle.
Salerne est attesté sous les formes Salerna en 1106, Salernia au XIIe siècle  (grande charte de Préaux).
Cette paroisse et sa voisine, Saint-Pierre-de-Salerne, sont des divisions d'un primitif Salerne,. Du radical Sal-, fréquent dans les noms de cours d’eau ou « piton rocheux ».

## Histoire
Roger de Beaumont donna à l'abbaye de Préaux, lors de sa fondation, ses biens de Salerne.

## Politique et administration
| Période                                  | Période  | Identité    | Étiquette | Qualité     |
| ---------------------------------------- | -------- | ----------- | --------- | ----------- |
| mars 2001                                | En cours | Yvon Heutte | DVD       | Agriculteur |
| Les données manquantes sont à compléter. |          |             |           |             |

## Démographie
L'évolution du nombre d'habitants est connue à travers les recensements de la population effectués dans la commune depuis 1793. Pour les communes de moins de 10 000 habitants, une enquête de recensement portant sur toute la population est réalisée tous les cinq ans, les populations de référence des années intermédiaires étant quant à elles estimées par interpolation ou extrapolation. Pour la commune, le premier recensement exhaustif entrant dans le cadre du nouveau dispositif a été réalisé en 2006.

En 2022, la commune comptait 206 habitants, en évolution de −0,48 % par rapport à 2016 (Eure : −0,25 %, France hors Mayotte : +2,11 %).
| 1793 | 1800 | 1806 | 1821 | 1831 | 1836 | 1841 | 1846 | 1851 |
| ---- | ---- | ---- | ---- | ---- | ---- | ---- | ---- | ---- |
| 672  | 701  | 759  | 742  | 704  | 664  | 637  | 602  | 607  |

| 1856 | 1861 | 1866 | 1872 | 1876 | 1881 | 1886 | 1891 | 1896 |
| ---- | ---- | ---- | ---- | ---- | ---- | ---- | ---- | ---- |
| 546  | 503  | 482  | 419  | 397  | 360  | 358  | 325  | 311  |

| 1901 | 1906 | 1911 | 1921 | 1926 | 1931 | 1936 | 1946 | 1954 |
| ---- | ---- | ---- | ---- | ---- | ---- | ---- | ---- | ---- |
| 275  | 258  | 240  | 216  | 202  | 187  | 184  | 200  | 193  |

| 1962 | 1968 | 1975 | 1982 | 1990 | 1999 | 2006 | 2011 | 2016 |
| ---- | ---- | ---- | ---- | ---- | ---- | ---- | ---- | ---- |
| 188  | 197  | 185  | 207  | 209  | 211  | 222  | 209  | 207  |

| 2021 | 2022 | - | - | - | - | - | - | - |
| ---- | ---- | - | - | - | - | - | - | - |
| 206  | 206  | - | - | - | - | - | - | - |

## Culture locale et patrimoine

### Lieux et  monuments
Saint-Cyr-de-Salerne compte un édifice inscrit au titre des monuments historiques :
- l'église Saint-Cyr-et-Sainte-Julitte (XVe et XVIe),  Inscrit MH (1961)[28]. Elle doit son nom à saint Cyr et à sa mère sainte Julitte, deux martyrs chrétiens du IVe siècle. Sa façade, qui est précédée d’un porche, a été reconstruite en pierres blanches au XVIe siècle. Le pignon porte une statue des saints patrons dans leur cuve. Une tour carrée du XIIe siècle surmontée d’une flèche octogonale est accolée au chœur[29].

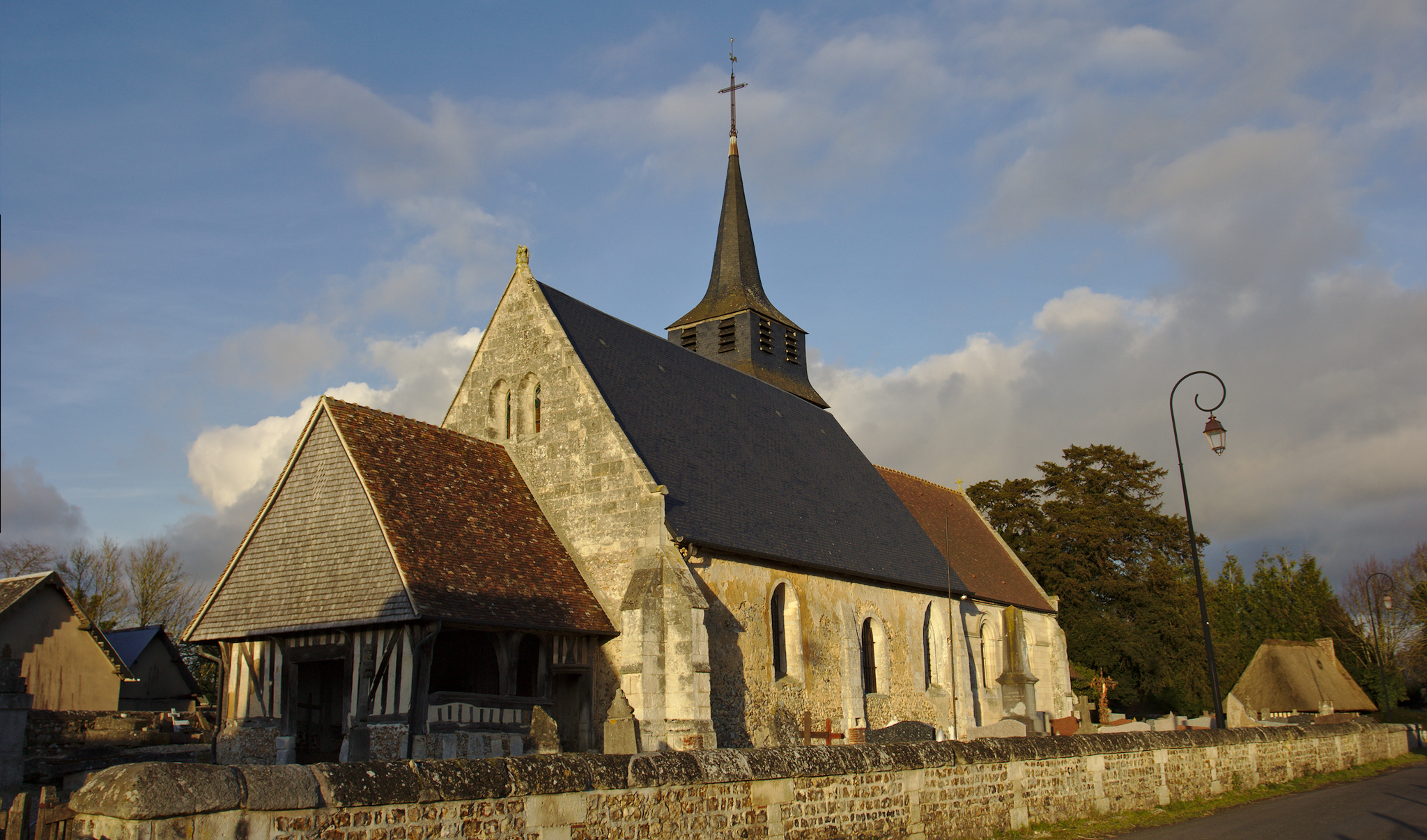
Une vue d'ensemble.
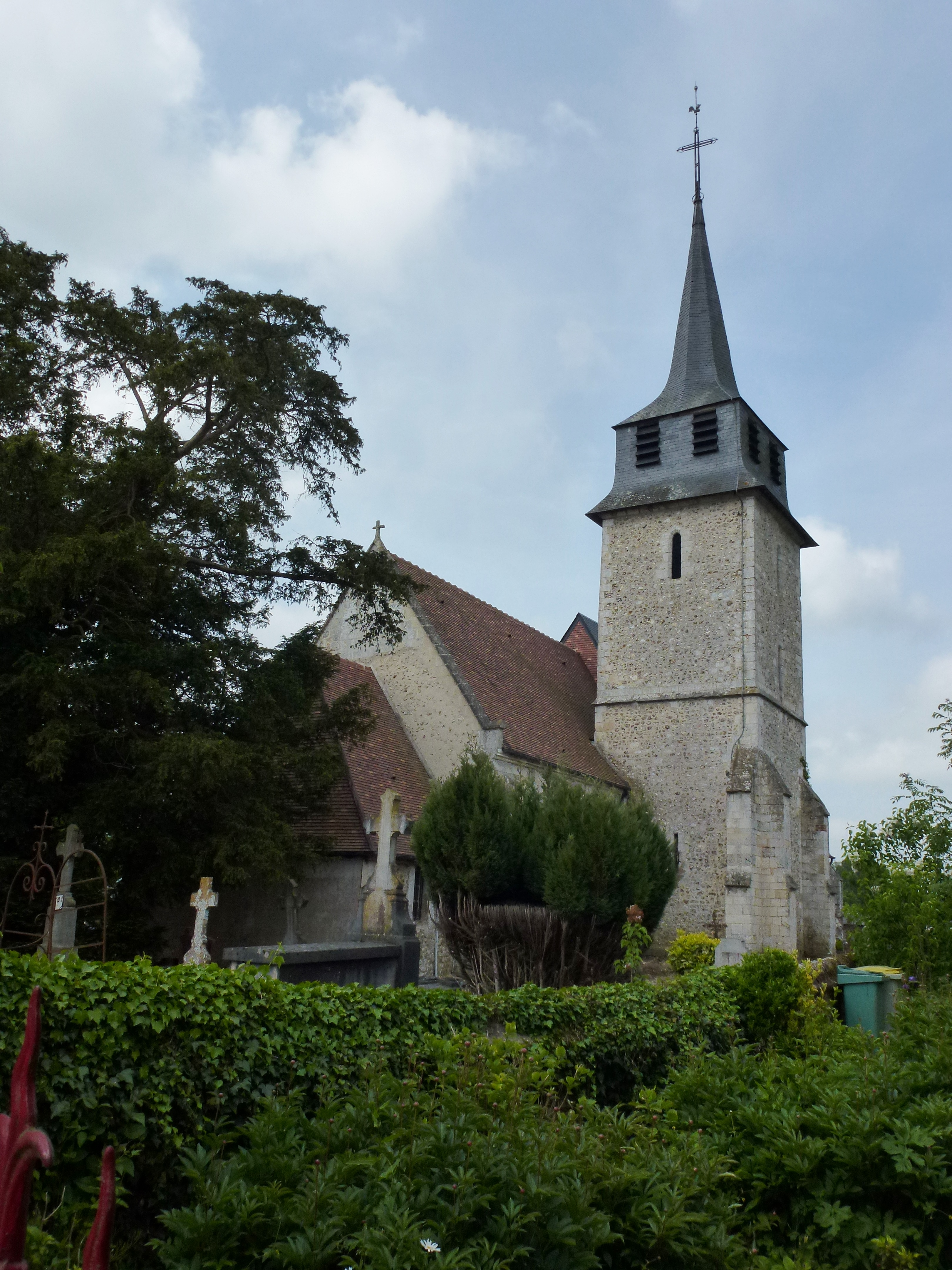
Une vue de la tour carrée du XIIe siècle.
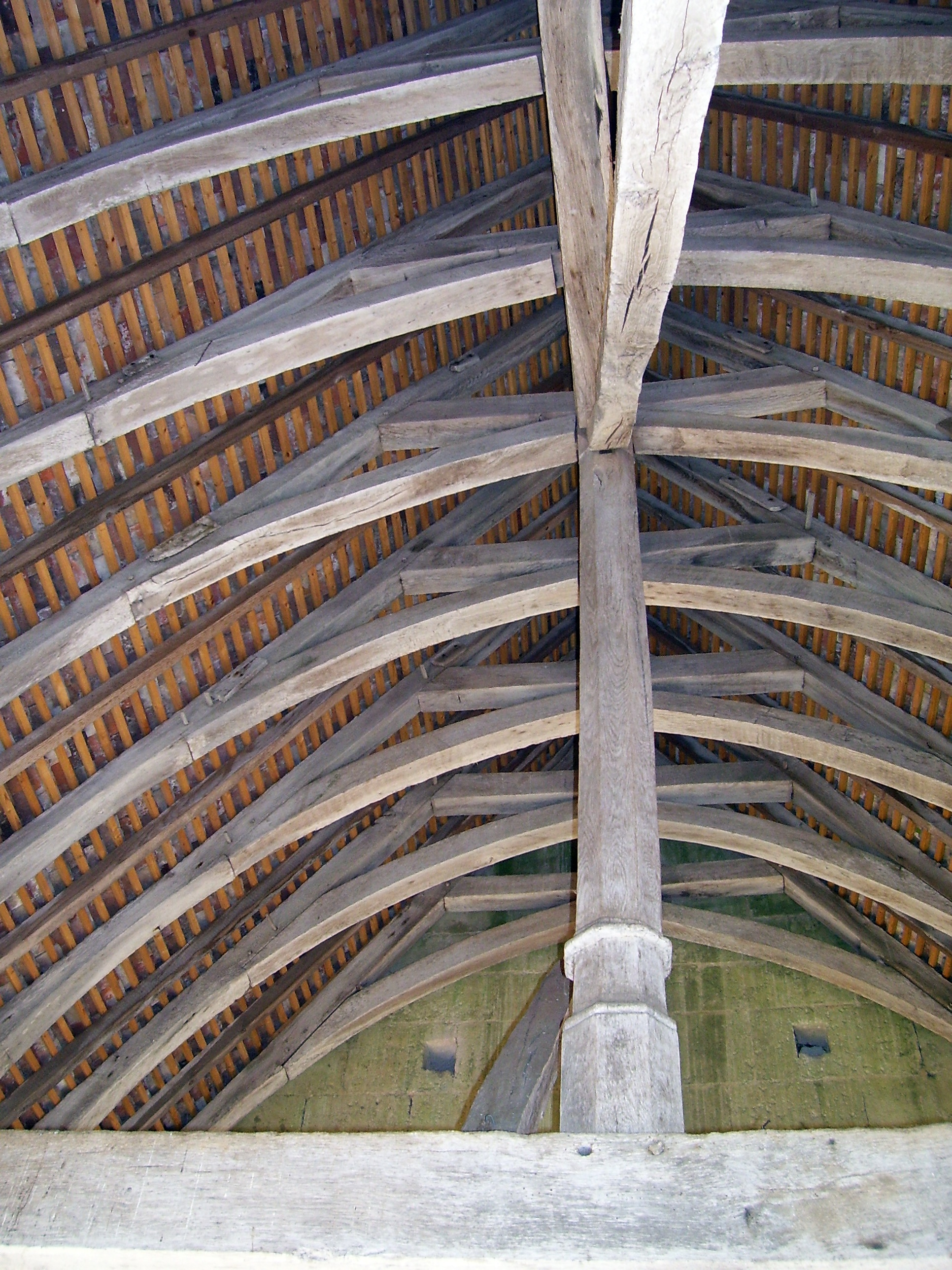
La voûte du porche.
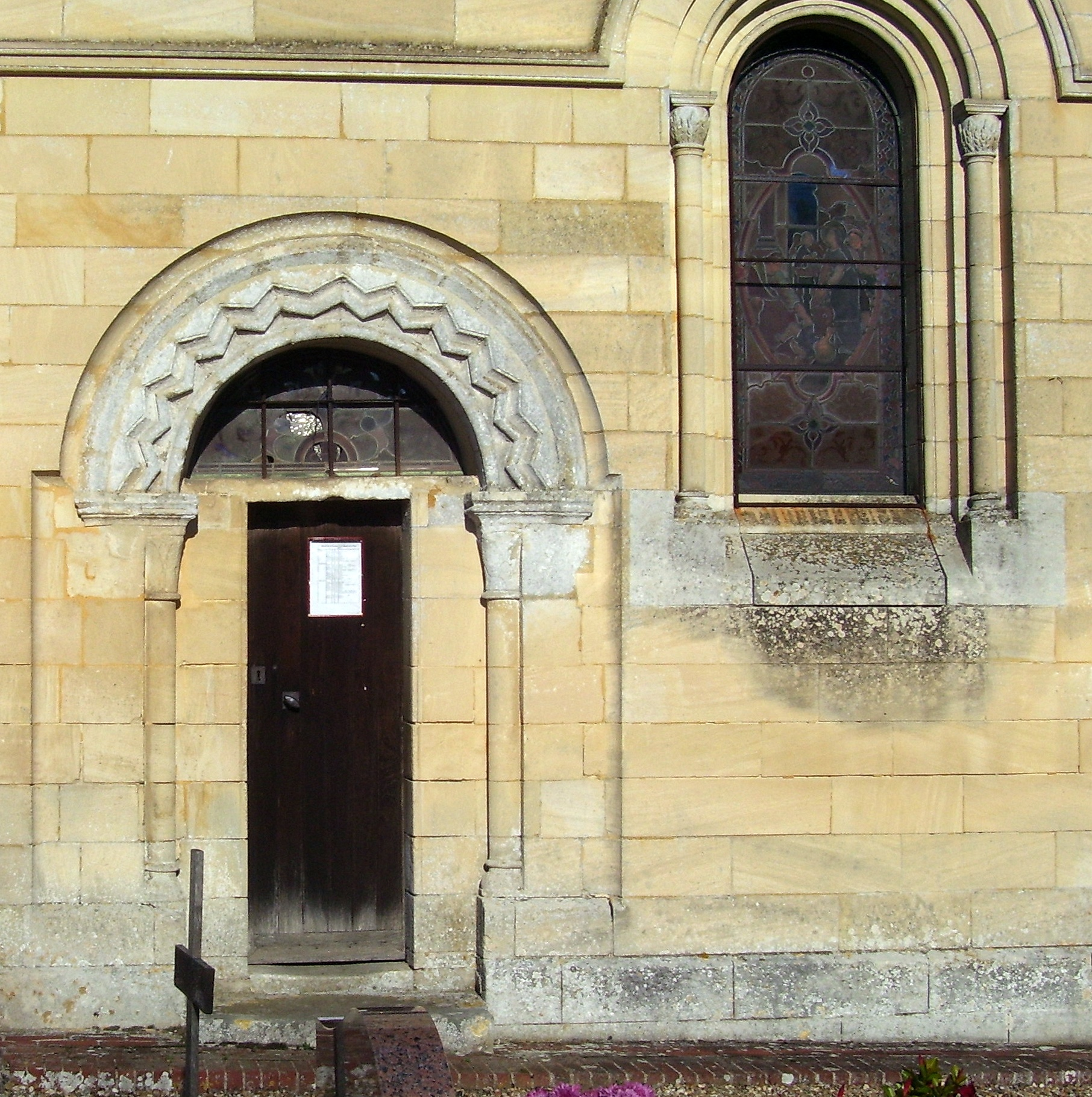
L'entrée latérale.
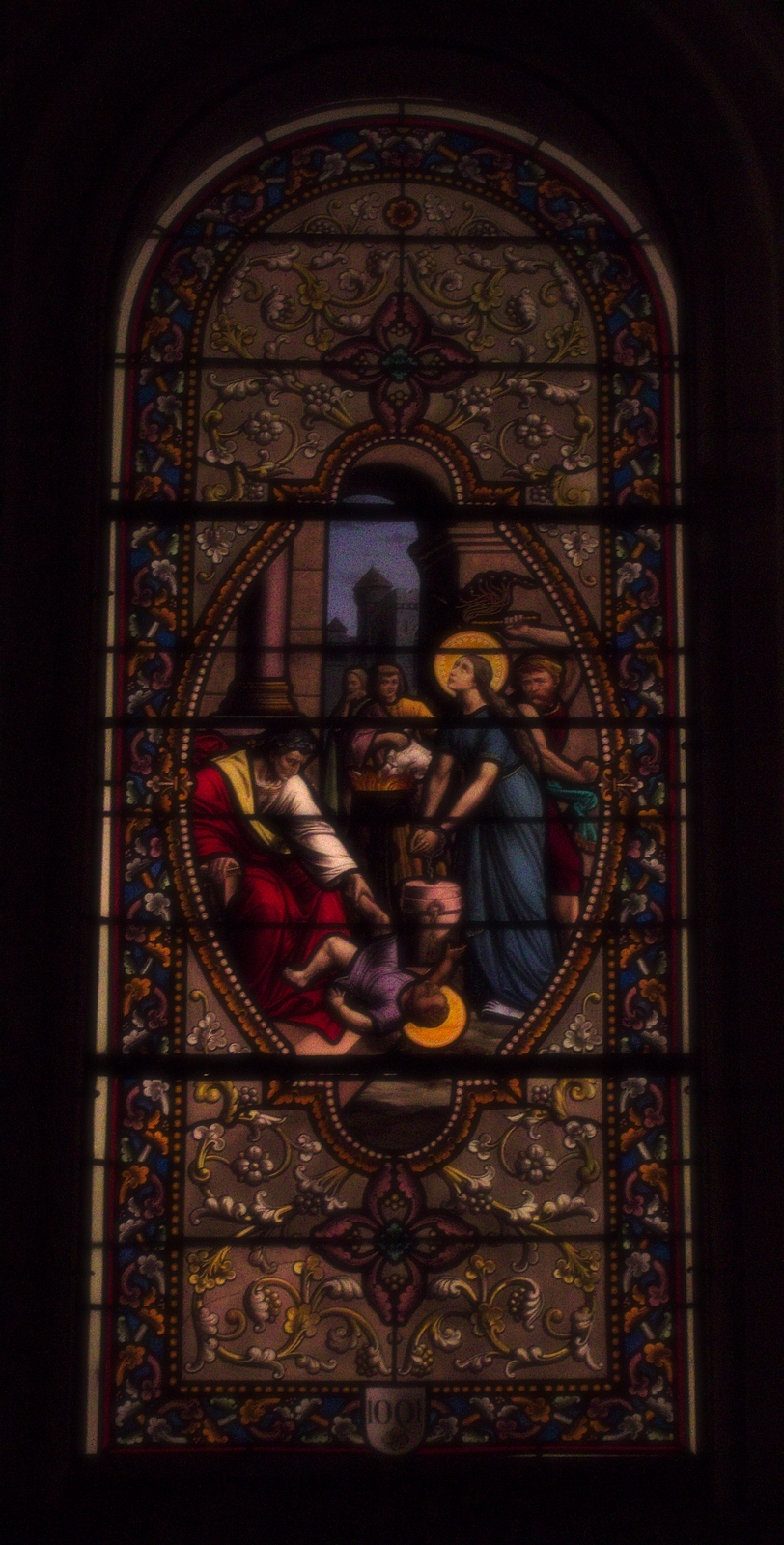
Un vitrail représentant saint Cyr et sainte Julitte.

Autres monuments : 
- la mairie, ancien presbytère du XIXe siècle ;
- la maison de charité. La confrérie de charité a été créée en 1864 et comptait alors 12 frères. Leur saint patron est saint Cyr.

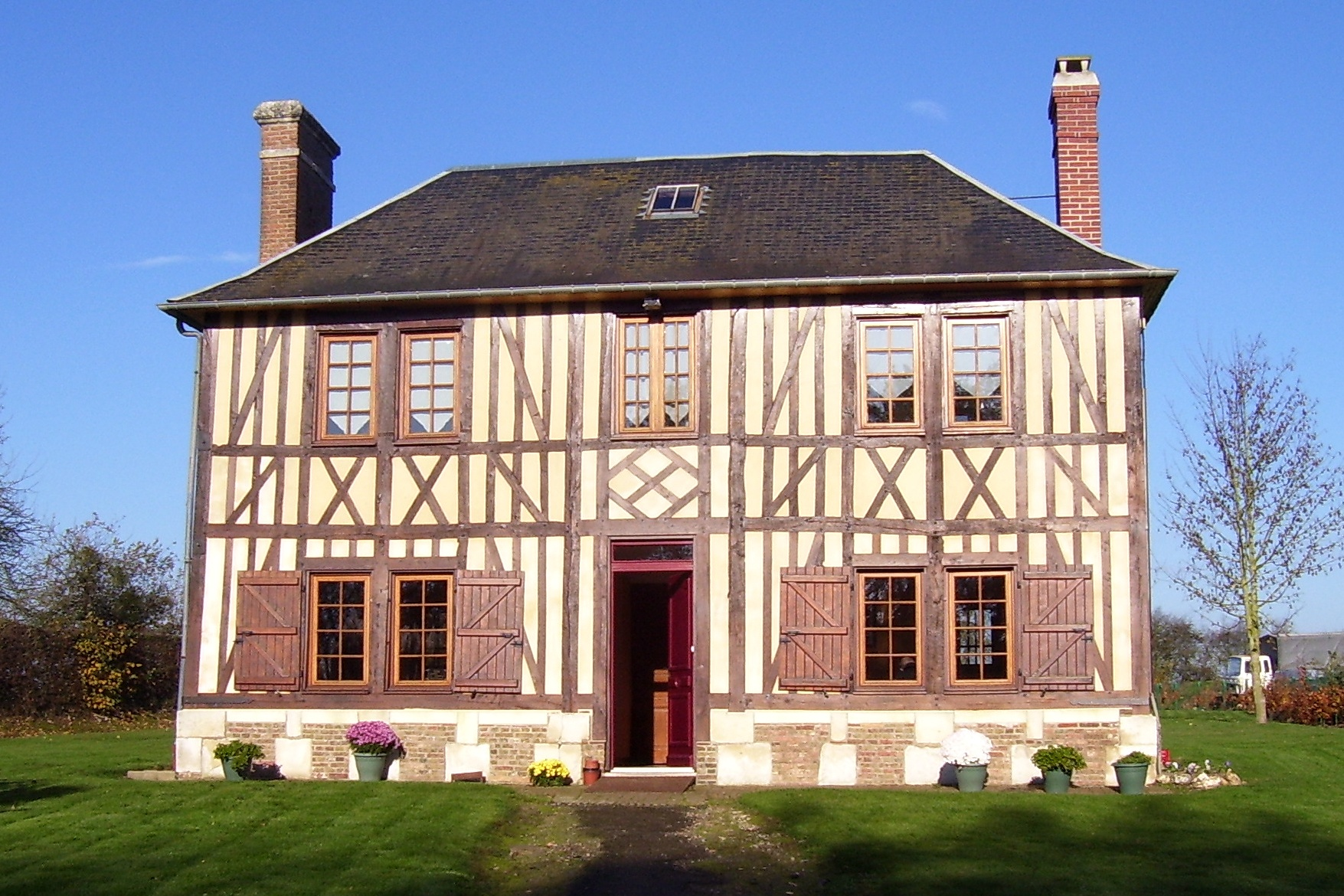
La mairie.
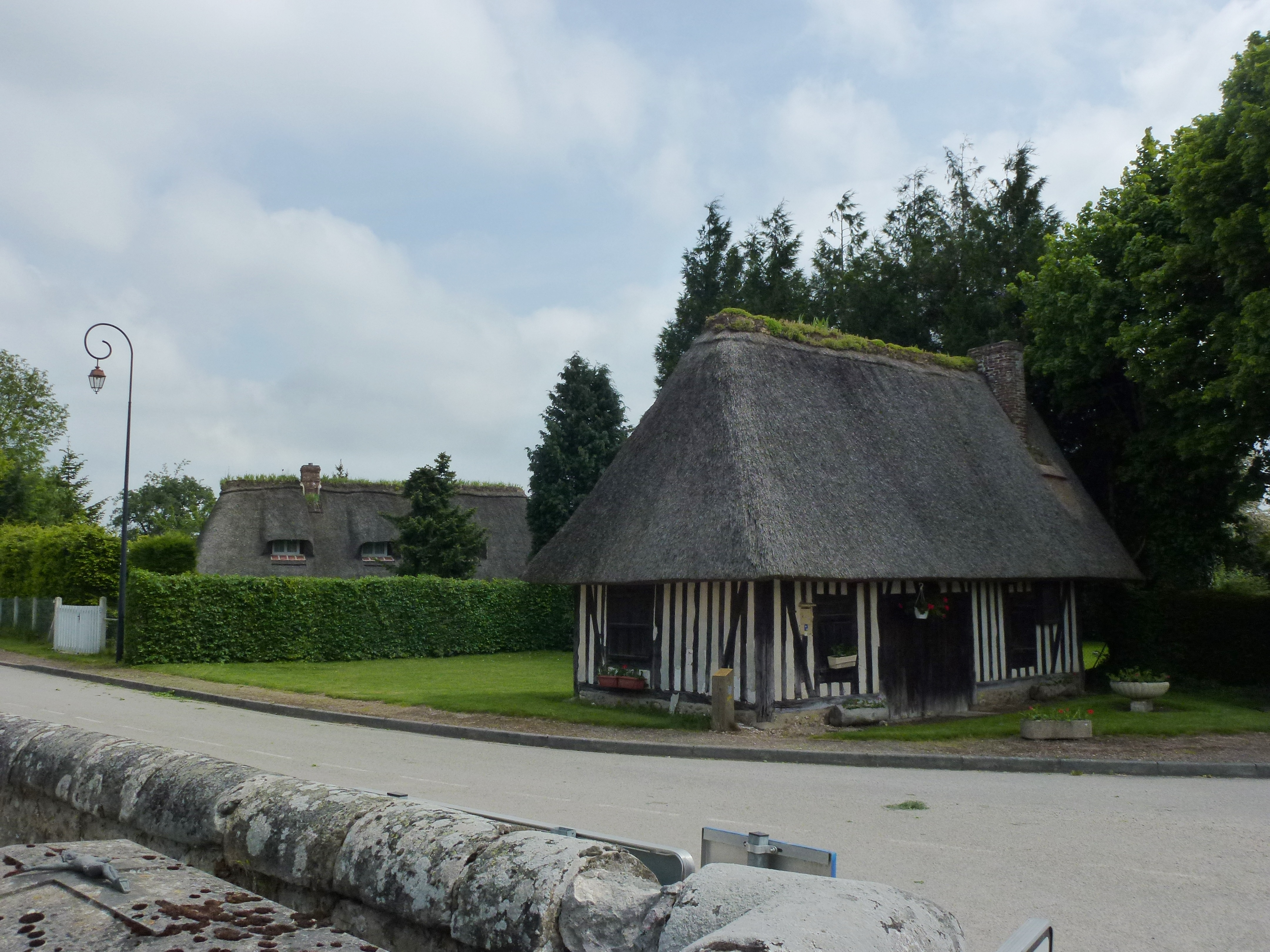
La maison de charité.
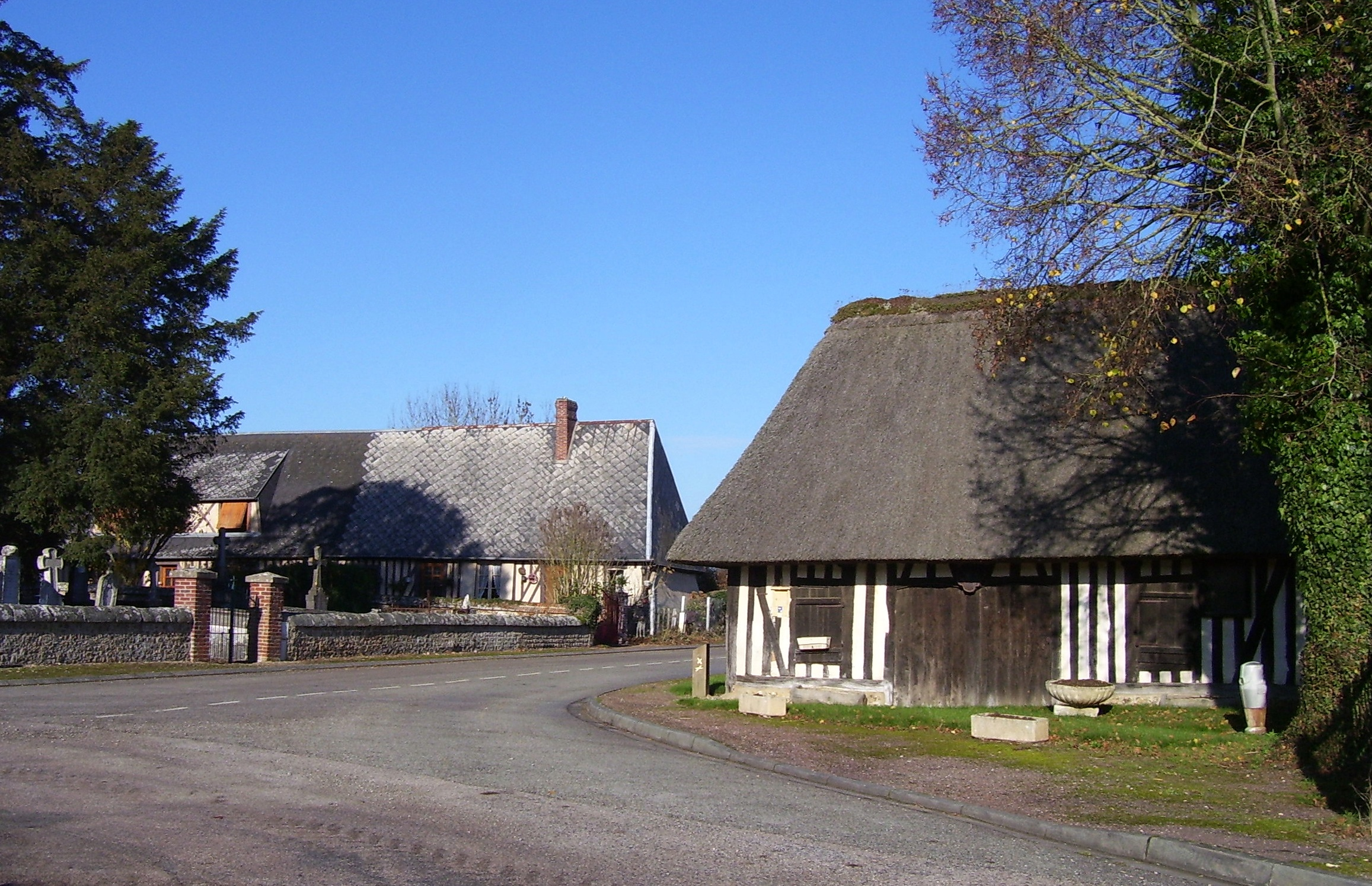
La maison de charité.
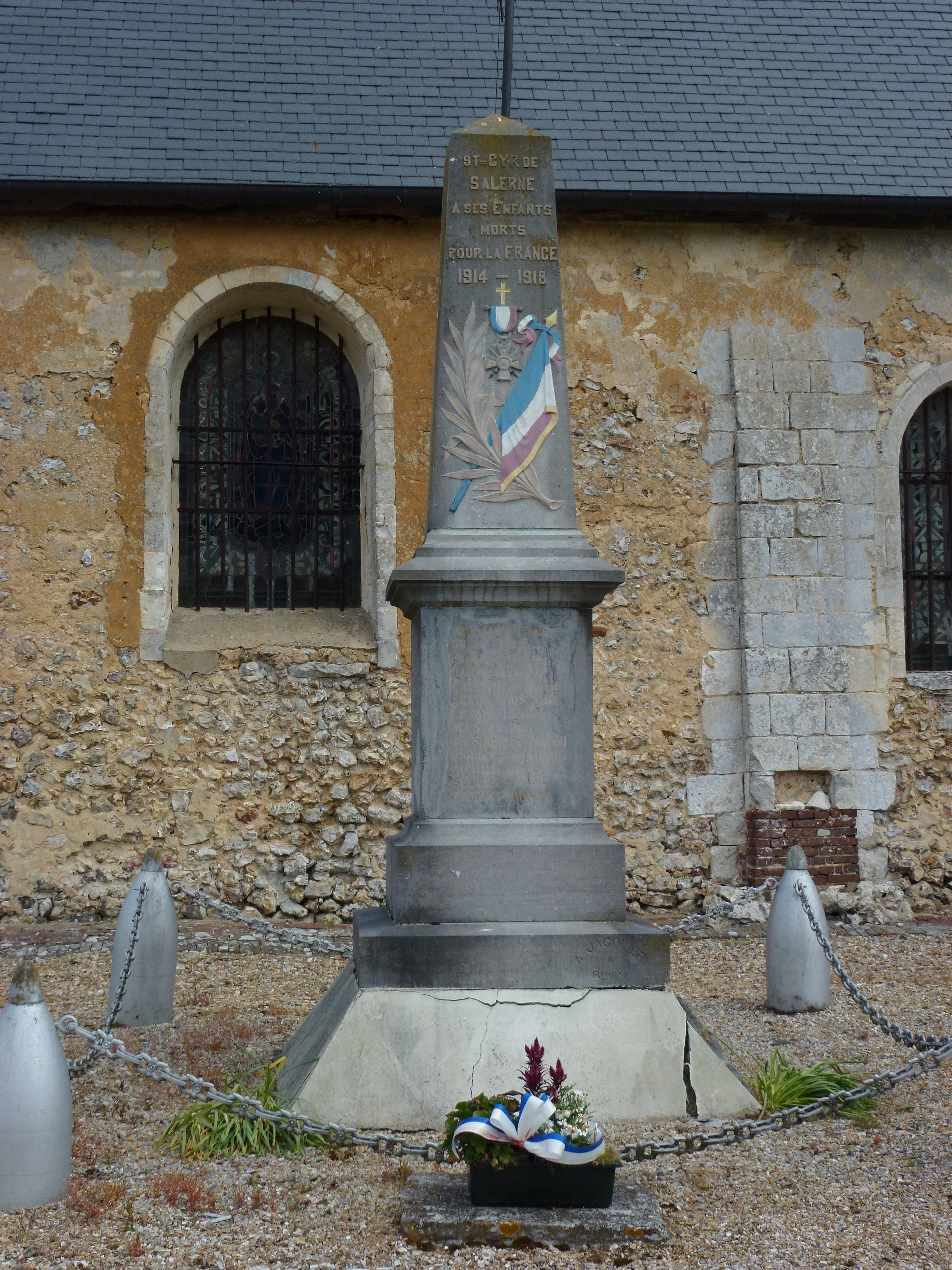
Le monument aux morts.

### Patrimoine naturel

#### ZNIEFF de type 1
- Les bois de la Tour[30] : composée principalement de hêtraie et de chênaie, cette zone abrite la bruyère cendrée.

#### ZNIEFF de type 2
- La vallée de la Risle de Brionne à Pont-Audemer, la forêt de Montfort[31].

#### Site classé
- L'église avec son porche et le cimetière avec ses deux ifs,  Site classé (1928)[32].